# Dylan Moran
Dylan William Moran (3 de novembro de 1971, Condado de Meath, Irlanda) é um comediante, ator e autor irlandês, ganhador de dois prêmios BAFTA e um Prêmio Perrier de comédia. Ele é mais famoso pela sua comédia de observação, o sitcom Black Books do qual é coautor, e pelos seus trabalhos com Simon Pegg em Shaun of the Dead e Run Fatboy Run. Moran normalmente aparece em apresentações de comédia, tanto nacionais quanto internacionais, incluindo o Edinburgh Festival Fringe, Festival de Comédia de Montreal Just for Laughs, Festival Internacional de Melborne de Comédia e o Festival de Comédia Kilkenny.

## Biografia

### Início
Moran nasceu em Navan, Condado de Meath, República da Irlanda. Ele estudou na Escola Clássica de São Patrício, onde ele experimentou cedo o estilo de comédia stand-up comedy, (com o amigo de comédia Tommy Tiernan) e saiu aos 16 anos com seu certificado de saída. Moran passou quatro anos sem trabalho "bebendo e escrevendo poesia ruim". Ele trabalhou como florista por uma semana mas odiou.

### Carreira
Moran entrou na comédia aos 20 anos após assistir Ardal O'Hanlon e outros comediantes se apresentarem no "Porão de Comédia de Dublin, um pequeno clube de comédia com cinquenta cadeiras, sem microfone no andar de cima do Bar Internacional da Rua South Wicklow. Ele começou sua carreira com stand-up em 1992 e, apesar do nervosismo, teve uma boa recepção.
Em 1993 ele ganhou o prêmio So You Think You're Funny ("Então Você se Acha Engraçado" no literal) no Festival de Edinburgh. Em 1996 ele se tornou a pessoa mais jovem a ganhar o "Prêmio Perrier de Comédia" no Festival de Edimburgo aos 24 anos. Gurgling For Money foi a primeira grande turnê de stand-up no Reino Unido de Moran em 1997. Ele se apresentou em vários outros festivais o "Festival Hay", o "Festival de Comédia de Montreal', "Festival de Comédia de Vancouver" e o "Festival de Edinburgh". Entre 1995 e 1996 Moran escreveu uma coluna semanal para um jornal irlandês.
Em 1998 Moran ganhou seu primeiro grande papel na televisão interpretando Ian Lyons no sitcom no canal 2 da BBC, How Do You Want Me?, com Charlotte Coleman. Em 1999 ele apareceria em uma pequeno papel no filme Notting Hill como Rufus o ladrão.
Em 2000, Black Books foi exibido no Canal 4. O sitcom sobre um miserável, anti-sociável, bêbado, fumante e deorganizado dono de uma livraria, Bernard Black, foi a ideia original de Moran que foi trazida para a realidade com a ajuda do co-escritor e compatriota Graham Linehan, produtores Mark Buckley e Albert Kenny dos estúdios Kenley. A segunda temporada foi exibida em 2002 e aterceira, que foi exibida em 2004, foi aclamada pela crítica e por fãs. No mesmo ano, Moran apareceu em seu primeiro grande papel no cinema junto de seu colega Andrew Rogers, interpretando David na comédia Shaun of the Dead.
Em 2004 Moran saiu em nova turnê com seus novos espetáculos Monster I e Monster II ("Monstro I" e "Monstro II" literalmente), incluindo performances em Nova Iorque e Milão, assim como uma turnê em ziguezague pelo Reino Unido e Irlanda. A turnê foi descrita pelo The Times como "maestria do carisma cômico: indo de tópico a tópico de uma maneira espontânea mas ainda sim organizada.
Um DVD ao vivo da turnê de Monster II, filmado em 28 de maio na Rua Vicar de Dublin, foi lançado naquela ano, como a primeira apresentação ao vivo de stand-up em DVD de Moran. Após fazer sucesso em Nova Iorque em 2004 como parte da "Invasão de Comédia Britânica", Moran voltou a Nova Iorque para apresentações por um mês no Village Theatre. Ele então se apresentou por duas semanas em Londres no Wyndham's Theatre, de 1 a 13 de novembro de 2004.
Sua terceira grande turnê, Like, Totally, estreou no Buxton Opera House em 3 de maio de 2005, e assim como em suas turnês anteriores as apresentações de stand-up eram acompanhadas por desenhos feitos por Moran. Um DVD da turnê foi lançado em dezembro de 2005.
Moran interpretou Gordon no filme de comédia Run, Fat Boy, Run, lançado em setembro de 2007, onde Moran é o melhor amigo de Dennis (co-estrela Simon Pegg de Shaun of the Dead), tendo interpretado um adversário de Pegg em Shaun of the Dead.
Em junho de 2008, Dylan Moran apareceu com Ardal O'Hanlon e Tommy Tiernan na Arena de Liverpool e 'The Three Fellas', um evento de comédia, parte da celebração da cultura de 2008 da cidade.
De outubro a dezembro de 2008, Moran embarcou em uma nova turnê no Reino Unido chamada What It Is, começando na Grand Opera House em York, e terminando no Novo Teatro de Oxford. A turnê se estendeu até 2009 e foi recentemente lançada em DVD.

### Prêmios
No Edinburgh Festival Fringe ele venceu o prêmio So You Think You're Funny? em 1993 e o Prêmio Perrier em 1996, mas mais tarde desconsiderou o Perrier dizendo ser "uma grande besteira da mídia" mencionando ainda que Bill Bailey merecia mais o prêmio.
Uma pesquisa popular feita pelo Canal 4 colocaram Moran em 17º lugar na lista de Melhore Comediantes de Stand-up. Moran foi declarado como "o maior comediante, vivo ou morto" pelo jornal francês, Le Monde em julho de 2007. Ele também ganhou dois prêmios BAFTA para televisão por Melhor Comédia Situacional, ambos por Black Books.

### Vida pessoal
Dylan se casou com sua esposa, Elaine, em 6 de Setembro de 1997 em Londres. Eles têm dois filhos, que são frequentemente mencionados em suas apresentações de stand-up. Eles atualmente moram em Edimburgo.

## Aparições
| Ano           | Título                                  | Tipo                   | Notas                                        |
| ------------- | --------------------------------------- | ---------------------- | -------------------------------------------- |
| 1998          | Just for Laughs                         | Festival de comédia    |                                              |
| 1998          | How Do You Want Me?                     | Televisão              | Ian Lyons                                    |
| 1999          | Notting Hill                            | Filme                  | Rufus, o ladrão                              |
| 2000          | Ready, Steady...Cough                   | Turnê                  |                                              |
| 2000-2004     | Black Books                             | Televisão              | Vencedor do BAFTA, no papel de Bernard Black |
| 2003          | The Actors                              | Filme                  | Tom Quirke                                   |
| 2004          | Shaun of the Dead                       | Filme                  | David                                        |
| 2002 and 2004 | Monster 1-2                             | Turnê                  |                                              |
| 2006          | A Cock and Bull Story                   | Filme                  | Dr Slop                                      |
| 2006          | Like, Totally                           | Turnê                  |                                              |
| 2006          | Melbourne International Comedy Festival | Ao vivo                |                                              |
| 2006          | Tell it to the Fishes                   | Filme                  | Finn                                         |
| 2006          | The Secret Policeman's Ball             | Televisão              |                                              |
| 2007          | Run Fatboy Run                          | Filme                  | Gordon                                       |
| 2008          | A Film With Me In It                    | Filme                  |                                              |
| 2008          | The Three Fellas                        | Show                   | Dylan Moran, Ardal O'Hanlon e Tommy Tiernan  |
| 2008-2009     | What It Is                              | Turnê                  |                                              |
| 2009          | The Fellas Live!                        | Turnê limitada nos EUA |                                              |